# Fylde (borough)
Pour les articles homonymes, voir Fylde.
Le borough de Fylde est un district non métropolitain du Lancashire, en Angleterre. Il doit son nom à The Fylde, une plaine côtière dont il occupe la moitié sud. Son chef-lieu est la ville de Lytham St Annes.
Au recensement de 2011, il comptait 75 757 habitants.

## Localités
Le borough est entièrement découpé en paroisses civiles, à l'exception de la ville de Lytham. Les 15 paroisses civiles de Fylde sont :
- Bryning-with-Warton (comprenant le village de Warton (en))
- Elswick
- Freckleton
- Greenhalgh-with-Thistleton
- Kirkham
- Little Eccleston-with-Larbreck
- Medlar-with-Wesham
- Newton-with-Clifton
- Ribby-with-Wrea (comprenant le village de Wrea Green)
- St Annes-on-the-Sea
- Singleton
- Staining
- Treales, Roseacre and Wharles
- Weeton-with-Preese
- Westby-with-Plumptons